# Lev Okhotine
 (avril 2023).
Lev Pavlovitch Okhotine (russe : Лев Па́влович Охоти́н), né le 9 janvier 1911 à Tchita, alors dans l'Empire russe et mort en déportation en 1948 dans le kraï de Khabarovsk, en URSS, est un militant fasciste russe, membre du Conseil suprême du parti fasciste russe, fondé par des exilés en Mandchourie.

## Vie et carrière politique
Okhotine naît à Tchita, dans une famille de militaires. En 1916, son père, le lieutenant Pavel Okhotine, décède. Sa mère, Nadejda, épouse un chef de section de la police de Tchita, Aleksandr Petrovich Melnikov, en 1919. En août 1920, la famille émigre de l'Union soviétique en Mandchourie. Okhotine rencontre pour la première fois Konstantin Rodzaïevsky, fondateur du Parti fasciste russe, à Harbin en 1932. À la fin de 1933, en tant qu'étudiant de l'Institut des enseignants de Harbin, Okhotine rejoint le Parti et en reste membre jusqu'en 1943. À partir de 1935, Okhotine est directeur commercial puis directeur de bureau du Parti fasciste russe. À la fin de 1936, il est nommé chef du département d'organisation du Parti. De 1937 à 1943, il est membre du Conseil suprême.

## Arrestation et procès
Okhotine est arrêté par le SMERSH, le service de contre-espionnage soviétique, le 7 septembre 1945.
Pendant près d'un an, des agents du SMERSH et du ministère de la Sécurité d'État ont mené une enquête. Les accusés dans une affaire sont les suivants : Grigori Semenov, Konstantin Rodzaïevsky, le général Lev Vlasyevski, le général Alexey Baksheïev, Ivan Adrianovitch Mikhaïlov (ministre des Finances du gouvernement de l'amiral Aleksandr Koltchak), Lev Okhotine, le prince Nikolay Ukhtomski et Boris Shepounov. Le procès commence le 26 août 1946 et est largement couvert par la presse soviétique. Le procès est ouvert par Vasiliy Oulrikh, président du Collège militaire de la Cour suprême de l'URSS. Les accusés sont accusés d'agitation et de propagande antisoviétiques, d'espionnage contre l'Union soviétique, de sabotage et de terrorisme. Tous les accusés plaident coupable. Le 30 août 1946, le Collège militaire déclare les accusés coupables et Okhotine, ainsi que le prince Ukhtomski, « compte tenu de leur rôle relativement moindre dans les activités anti-soviétiques », sont condamnés respectivement à 15 et 20 ans dans les camps de travail. Okhotine y meurt en 1948.
Le 26 mars 1998, le Collège militaire de la Cour suprême de la fédération de Russie n° 043/46 modifie l'affaire pénale contre tous les accusés, à l'exception de Semenov. Selon l'article 58-10, partie 2 (agitation et propagande anti-soviétiques) du code pénal de la RSFSR, les poursuites contre tous les accusés sont classées sans suite faute de preuves. Le reste de la peine est confirmé et les accusés déclarés non soumis à réhabilitation.